# Біляші (село)
Біляші (рос. Беляши) — село Кош-Агацького району Республіка Алтай Росії. Входить до складу Джазаторського сільського поселення.
Населення — 1310 осіб (2015 рік).